# 辛冲街道
辛冲街道是中华人民共和国湖北省武汉市新洲区下辖的一个街道办事处。位於武漢市新洲區東南，是全國重點示範鎮，中國魯班鎮。面積79平方公里，轄40村2社區，人口6.7萬。
2015年5月7日，湖北省民政厅批复同意撤销辛冲镇，设立辛冲街道办事处。

## 交通
本地區北臨京九線新洲火車站，是該縣武漢境內的唯一火車站。西部經邾城街辦可達武漢市。武英高速公路橫貫其中，是武漢市出入鄂東的門戶。

## 行政区划
辛冲街道下辖以下村级行政区划单位：
辛冲社区、东城社区、辛冲村、龙岗村、杨铺村、胜利湖村、陈吕村、曲背湖村、新湖村、邢榨村、三合村、同心村、叶埠村、干河村、高湾村、胡山村、蔡咀村、江禹村、铁河村、双桥村、程铁村、四岗村、胡仁村、浏湖村、顾畈村、周河村、蔡院村、冯畈村、寨山村、柏林岗村、戢岗村、绿山村、朱岗村、罗坪河村、上塘村、柳林村、高桥村、巴铺村、洪岗村、毛铺村、单岗村和虎山村。

## 政府搬遷
辛沖鎮政府正計劃將政府駐地搬遷至邾城城東附近。